# Station Dingden
Station Dingden is een halte aan de spoorlijn Wesel - Bocholt in het dorp Dingden, tussen Bocholt en Wesel. Het wordt elk uur aangedaan door treinen van de volgende serie:
Treindienst RB 32 reed tot 1 februari 2022
| Serie | Treinsoort                  | Route | Bijzonderheden     |
| ----- | --------------------------- | --- | ------------------ |
| RB 32 | Regionalbahn (DB Regio NRW) | Duisburg Hbf – Oberhausen Hbf – Essen-Altenessen – Gelsenkirchen Hbf – Wanne-Eickel Hbf – Herne – Castrop-Rauxel Hbf – Dortmund Hbf | Rhein-Emscher-Bahn |

Treindienst RE 19 rijdt vanaf 1 februari 2022

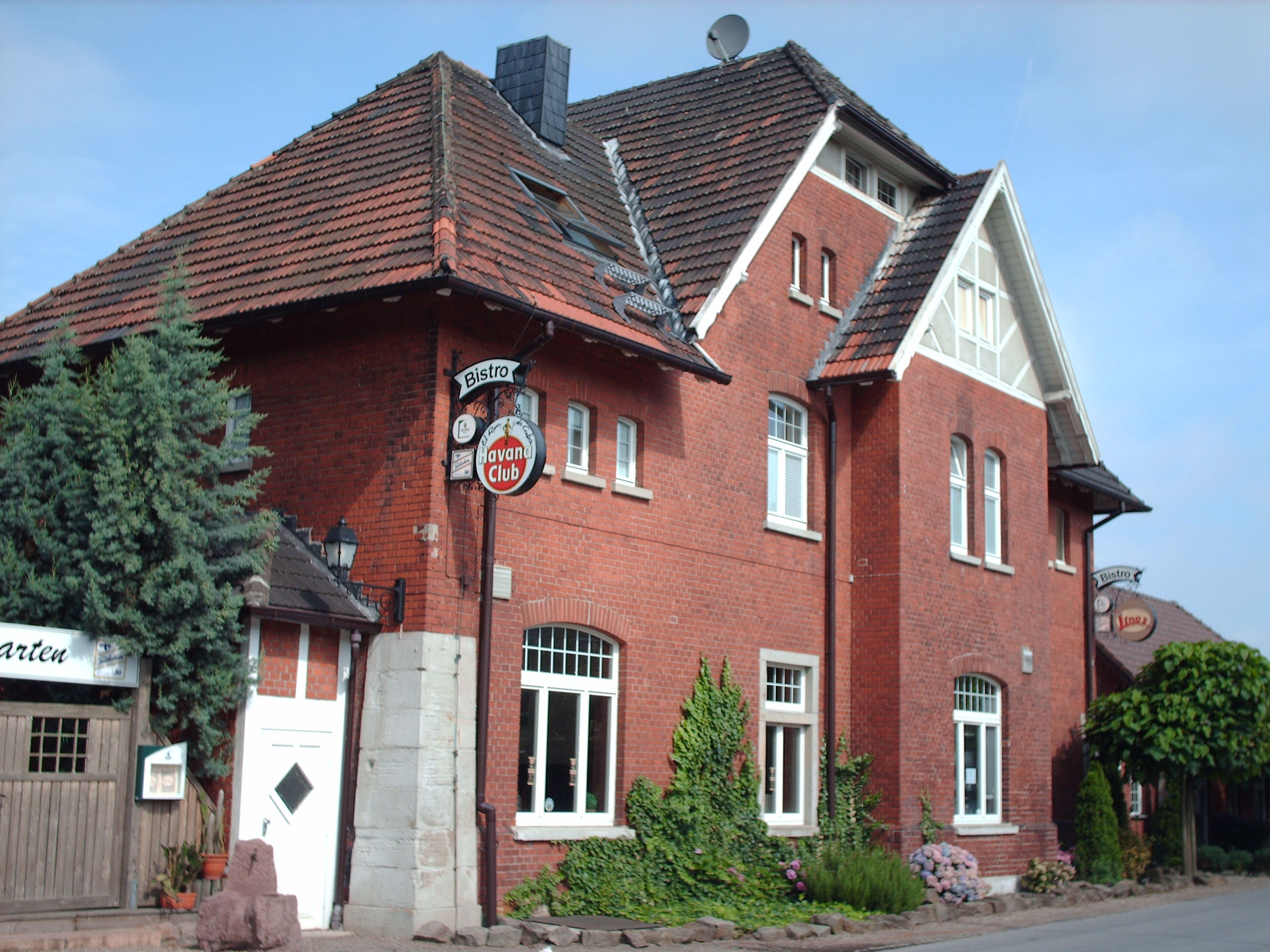
Het stationsgebouw van station Dingden

| Serie        | Treinsoort              | Route | Bijzonderheden |
| ------------ | ----------------------- | --- | -------------- |
| 20000 RE 19a | Regional-Express (VIAS) | Bocholt – Dingden – Hamminkeln – Blumenkamp – Wesel – Oberhausen Hbf – Duisburg Hbf – Düsseldorf Flughafen – Düsseldorf Hbf | Bocholter Bahn |